# Sikko Popta Haak
Sikko Popta Haak (auch: Sikko Popto Haak, S. P. Haak; * 17. Juli 1876 in Zutphen; † 9. Februar 1937 in Arnhem) war ein niederländischer Pädagoge und Historiker.

## Leben
Haak hatte das Gymnasium seiner Geburtsstadt besucht und ab dem 24. September 1894 ein Studium der niederländischen Literatur, mit der Fachrichtung Geschichte, an der Universität Leiden absolviert. 1901 promovierte er mit der Abhandlung Paulus Merula 1558-1607 (Zutphen, 1901) unter Petrus Johannes Blok zum Doktor der Philosophie und wirkte dann als Lehrer für Geschichte sowie der niederländischen Sprache an den höheren Bürgerschulen in Brielle und 1904 am Willemsplein in Arnhem. Zudem war er von 1919 bis 1937 Mitglied der historischen Gesellschaft in Arnhem und trat als Autor des Nieuw Nederlandsch Biografisch Woordenboek, unter dem Kürzel S. P. Haak, in Erscheinung. Der zur Aufbereitung der Geschichte von Gelderland verdiente Geschichtsforscher, ist vor allem mit seinen biographischen Essays zu Johan van Oldenbarnevelt und Paul Merula bekannt geworden.

## Werke (Auswahl)
- De plooierijen, in het bijzonder in het kwartier van Veluwe. 1908
- De rijksmunten in Gelderland tot het begin van de 18de eeuw. 1912
- Analogie of wet in de geschiedenis. 1914
- Gelderland benoorden den Rijn. 1914
- Het oudste Geldersche wapen. 1916
- Brielle als vrije en bloeiende handelstad in de 15e eeuw. 1919
- De wording van het conflict tusschen Maurits en Oldenbarnevelt. 1919
- Het aandeel van Willem Lodewijk aan het offensief van 1590. 1920
- Een fragment van Merula’s Geldersche geschiedensis. In: Bijdragen en Mededelingen. Bd.  29 (Jg. 1926) S. 155–156
- Een verslag van den landdag te Arnhem in september 1578 gehouden. In: Bijdragen en Mededeelingen Gelre. Bd. 30 (Jg. 1927) 219–223. [HVL]
- Johan van Oldenbarnevelt bescheiden betr. Zijn staatkundig Bedrüf en siine Familie. 1934, 1962, 1967, 2008
- Brielle as vrije en bloeiende Handelsstadt in de 15de eeuw. In: Biidragen voor vaderl. Geschiedenis. Bd. 10, 1/2, S. 7–66

## Weblink
- Haak im DBNL

| Personendaten    | Personendaten                  |
| ---------------- | ------------------------------ |
| NAME             | Haak, Sikko Popta              |
| ALTERNATIVNAMEN  | Haak, Sikko Popto; Haak, S. P. |
| KURZBESCHREIBUNG | niederländischer Historiker    |
| GEBURTSDATUM     | 17. Juli 1876                  |
| GEBURTSORT       | Zutphen                        |
| STERBEDATUM      | 9. Februar 1937                |
| STERBEORT        | Arnhem                         |